# Matthijs Elsevier
Matthijs Elsevier (Antwerpen, rond 1564 – 1640) was een Nederlands boekhandelaar en boekdrukker.

## Biografie
In 1564 werd Matthijs Elsevier als zoon van Louis Elsevier en zijn vrouw Maria Duverdyn in Antwerpen geboren. In 1580 ging hij met zijn vader naar Leiden, waar hij 14 jaar later burger werd en in 1607 pedel aan de Universiteit Leiden. In 1591 trouwde hij met Barbara Lopes en kreeg met haar drie kinderen; Abraham, Isaac en Jacob. In 1616 werd hij uit zijn functie als pedel gezet, omdat er door zijn nalatigheid een brand ontstond, die een groot deel van de universiteit liet afbranden. Echter kort daarna gaven ze hem zijn functie terug. Intussen was hij getrouwd met Maria van Ceulen en kreeg in 1624 met haar een zoon, genaamd Ludolph. In 1626 trouwde hij voor de derde keer, deze keer met Elisabeth Jans van Breemen (ook bekend als  Elisabeth de Smit). Uit dit huwelijk kwamen geen kinderen voort. Matthijs Elsevier publiceerde twee werken. Hij bleef pedel tot zijn dood in 1640. Van 1617 tot 1622 is hij in Leiden actief geweest als boekdrukker.